# Negocios de familia
Negocios de familia (título original: Our Family Business) es un telefilme estadounidense de acción, drama y crimen de 1981, dirigido por Robert L. Collins, escrito por Lane Slate, musicalizado por Tom Scott, en la fotografía estuvo Reynaldo Villalobos y los protagonistas son Steve Peck, Deborah Carney y Ted Danson, entre otros. Este largometraje fue producido por Lorimar Productions y se estrenó el 20 de septiembre de 1981.

## Sinopsis
El jefe de la mafia sindical no sabe que su hijo más grande, Gep, ha estado dándole información a la policía acerca de los acuerdos de la familia a cambio de seguridad, mientras que el hijo menor, Phil, vicepresidente del banco, intenta alejarse del negocio familiar.